# Marcus Minucius Rufus (consul in 110 v.Chr.)
Marcus Minucius Rufus was een Romeins politicus en militair uit de 2e eeuw v.Chr.
Minucius Rufus was volkstribuun in 121 v.Chr. Hij was een tegenstander van Gaius Gracchus en probeerde een aantal wetten die door Gracchus waren doorgevoerd ongedaan te maken, om zo zijn macht te ondermijnen. Rufus richtte zich met name tegen Colonia Iunonia, de door Gracchus opgerichte colonia bij Carthago. In 117 v.Chr. was Minucius Rufus speciaal gezant van de staat om een oordeel te vellen in het conflict tussen de Genuates en de Langenses Viturii. In 113 v.Chr. werd hij praetor. In 110 v.Chr. bereikte Minucius Rufus het hoogtepunt van zijn carrière toen hij tot consul werd verkozen. Hij vocht in Macedonia en Thracia tegen de Scordisci, de Bessi en andere lokale Thracische en Dacische stammen. Na afloop van zijn termijn als consul zette Minucius Rufus zijn campagne op de Balkan als proconsul voort tot 106 v.Chr.
Bij terugkeer in Rome mocht hij voor zijn overwinning op de Scordisci en een aantal andere stammen een triomftocht houden. Met het geld uit zijn oorlogsbuit bouwde hij de Porticus Minucia Vetus op het Marsveld in Rome.

## Referentie
- T. Broughton, The magistrates of the Roman Republic Vol. I: 509 BC - 100 BC, Lancaster (Californië) 1951. pp.521,529,536,543,554 ISBN 0891307060